# Lamia (banda)
Lamia foi uma banda do Cazaquistão, formada em Almaty, a capital do país. A sonoridade da banda resultava de uma mistura de heavy metal e Power metal. O Lamia, que chegou a ser integrado por seis mulheres, foi uma das primeiras bandas de heavy metal com formação exclusivamente feminina em solo soviético e provavelmente a primeira banda de heavy metal a surgir no Cazaquistão. O nome Lamia faz referência a diferentes monstros, bruxas ou espíritos femininos que alimentavam-se com o sangue de jovens e viajantes após atacá-los. Lamia também é o nome de um ser mitológico grego, um demônio devorador de crianças . A temática abordada pela banda girava em torno de assuntos como vampirismo, horror, morcegos e escuridão.

## História
A banda Lamia foi formada em Almaty, em 1989, liderada pela guitarrista Natalia Terehova. Esta já havia feito parte de uma banda moscovita de thrash metal e crossover chamada Jenskaya Bolezn'. Este grupo, composto por quatro mulheres e formado em 1987, pode ter sido o primeiro com formação exclusivamente feminina a surgir na Rússia comunista, chegando a lançar uma demo com oito músicas em 1990. Como na época o território do Cazaquistão ainda era parte da União Soviética , o Lamia foi uma das primeiras bandas de heavy metal a surgir em território soviético, sobretudo porque até então poucas bandas do estilo existiam naquele país. Na mesma época da formação do Lamia acontece, em território russo, o famoso Moscow Music Peace Festival, um concerto em Moscou, reunindo nomes de peso do hard rock, tais como Cinderella, Gorky Park, Scorpions, Skid Row, Mötley Crue, Ozzy Osbourne e Bon Jovi, um evento que certamente influenciou muitos jovens soviéticos a formar bandas de rock e heavy metal. A banda Lamia, inserida neste contexto, passa a compor suas primeiras músicas e a se apresentar em alguns eventos no Cazaquistão. Rapidamente o grupo consegue estabelecer um nome na incipiente e ainda tímida cena heavy metal cazaque, inclusive aparecendo várias vezes em programas de televisão em seu país . Em 1993 o Lamia lança, finalmente, um primeiro registro, uma demo também chamada Lamia, contendo sete músicas, algumas delas batizadas em cazaque e algumas em inglês, sendo todas elas, contudo, cantadas em seu idioma pátrio, havendo ainda algumas faixas instrumentais . O trabalho foi gravado em um estúdio no Cazaquistão, de modo muito simples e com produção deixando a desejar, em fita cassete. A capa do trabalho, desenhada a mão, traia uma gravura de como seria o ser mitológico que dava nome à banda. Surgiu então a ideia de gravar um álbum, que seria um dos primeiros a ser gravado por uma banda de heavy metal cazaque. Contudo, inesperadamente, a banda se desfez no ano seguinte, 1994 sem que o trabalho fosse gravado. Apesar de sua curta existência e gravação de uma única demo gravada em fita cassete, o Lamia possivelmente foi a primeira banda de heavy metal surgida no Cazaquistão, pois o site Encyclopaedia Metallum não cita nenhum outro grupo cazaque em época anterior à formação do Lamia. Após o fim do Lamia a guitarrista Terehova voltou à Rússia, passando a integrar outra banda moscovita, de nome Volnaya Staya, de heavy metal tradicional. Em 2007 o Volnaya Staya lançou seu primeiro e, até o momento, único álbum, contendo onze músicas, todas em russo, chegando a gravar ao menos dois videoclipes oficiais  e tendo participado, ao lado de nomes como Sabaton, Warlock e Ivory Tower, do álbum Tribute to Steel: A Tribute to Warlock, em homenagem à banda alemã da cantora Doro Pesch .

## Última Formação
- Natalia Terehova – guitarra
- Olga Piljugina – baixo
- Natalia Didenko – vocal
- Tatiana Borozdina – vocal
- Irina Gorenchaia – guitarra
- Marina Mihailova – bateria

## Ex-Integrantes
- Irina Gorbatkova - bateria
- Elena Talianova - vocal

## Discografia
- Lâmia – 1993 (demo)